# Руда (Белопольский район)
Руда (укр. Руда) — село,
Бобрикский сельский совет,
Белопольский район,
Сумская область,
Украина.
Код КОАТУУ — 5920681003. Население по переписи 2001 года составляло 91 человек.

## Географическое положение
Село Руда находится на расстоянии в 1,5 км от левого берега реки Бобрик.
На расстоянии до 1,5 км расположены сёла Бобрик, Песчаное и Грицаев.
Рядом проходит автомобильная дорога Т-2504.